# Trådbräcka
Trådbräcka (Saxifraga platysepala) är en stenbräckeväxtart som först beskrevs av Ernst Rudolf von Trautvetter, och fick sitt nu gällande namn av Alexandr Innokentevich Tolmatchew. Trådbräcka ingår i Bräckesläktet som ingår i familjen stenbräckeväxter. Arten har ej påträffats i Sverige. Inga underarter finns listade i Catalogue of Life.